# Kaiserplatz (Frankfurt am Main)
Der Kaiserplatz, 1947–1955 Friedrich-Ebert-Platz benannt, ist einer der zentralen Plätze in Frankfurt am Main. 

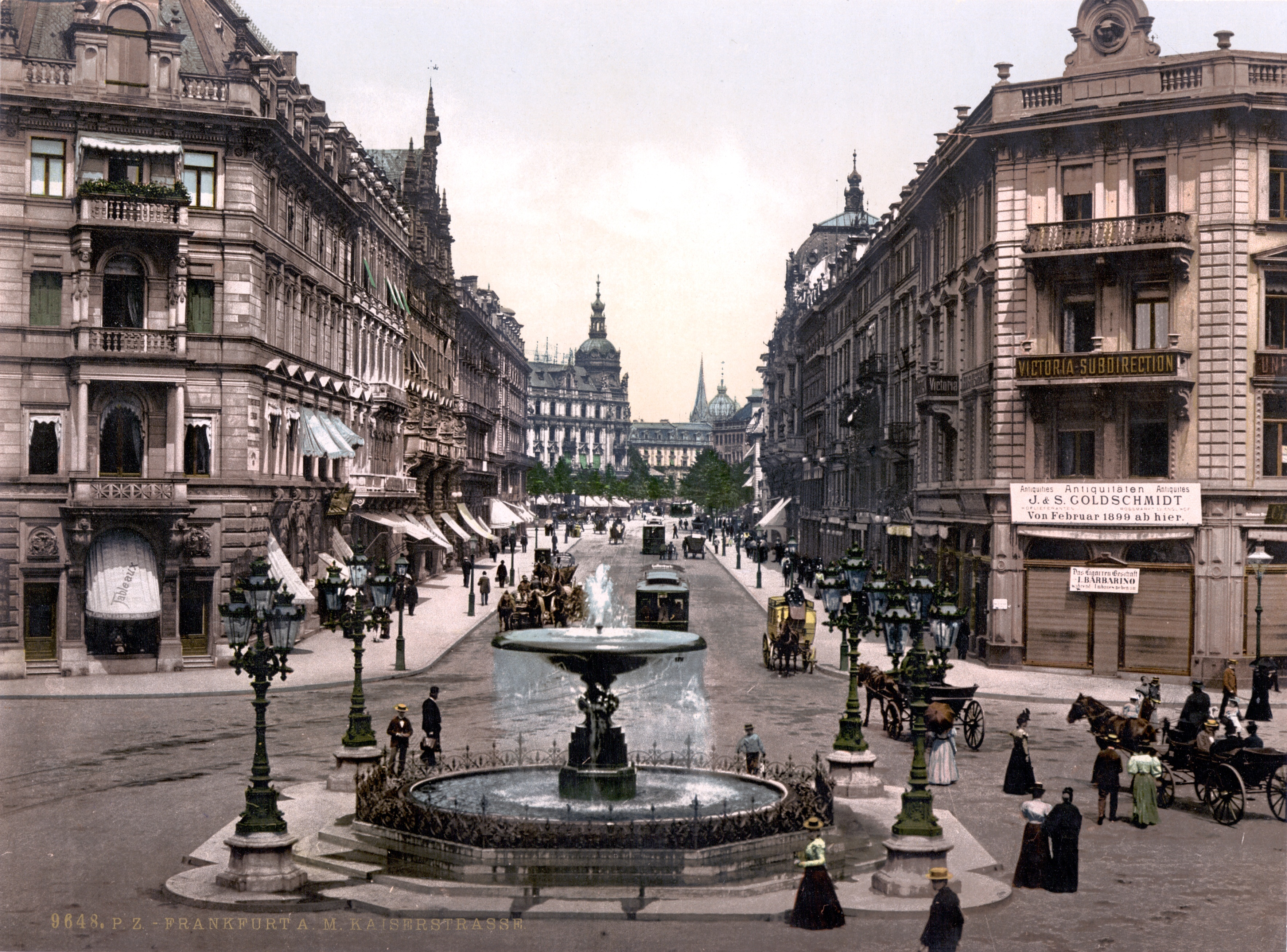
Kaiserplatz mit Brunnen um 1899

## Lage
Der Kaiserplatz liegt im Stadtteil Innenstadt an der Einmündung der Friedensstraße, der Kirchnerstraße und der Bethmannstraße in die Kaiserstraße. Im Zentrum des Platzes befindet sich ein Springbrunnen. Der Platz wird von bedeutenden Gebäuden umgeben: Im Westen steht das Junior-Haus mit seinem auffälligen Treppenhaus, im Norden der Commerzbank Tower, bis 2003 Europas höchstes Hochhaus, und im Süden das Steigenberger-Hotel Frankfurter Hof.
Etwa 200 Meter nordöstlich liegen weitere zentrale Plätze wie der Roßmarkt, der Goetheplatz und der Rathenauplatz oder die Hauptwache.

## Geschichte
Der Kaiserplatz und die Kaiserstraße entstanden 1872 als Straßendurchbruch, um eine Verbindung zwischen den Bahnhöfen an der Taunusanlage und der Innenstadt zu schaffen. Auf dem Gelände befand sich zuvor der Weiße Hirsch, eines der größten Anwesen in Frankfurt. Zwischen 1947 und 1955 hieß der Platz Friedrich-Ebert-Platz.

## Kaiserplatzbrunnen
Im Zentrum des Kaiserplatzes steht der Kaiserplatzbrunnen oder Kaiserbrunnen. Er besteht aus einem großen Becken mit einem kelchartigen Brunnenpfeiler und Schale. Die polierte Schale, aus der eine Fontäne aufsteigt, ist aus einem Stück Porphyr geschliffen.
Der Brunnen ist eine Stiftung des Frankfurter Bankiers Raphael von Erlanger aus dem Jahr 1876. Ursprünglich wurde die Fontäne mit ungefiltertem Wasser aus dem Main betrieben, was aber in den Sommermonaten zu einer Geruchsbelästigung führte. Im Rahmen des Baus der U-Bahn musste der Brunnen vorübergehend entfernt werden. Seit seinem Wiederaufbau 1974 wird er mit Leitungswasser gespeist und ist nunmehr geruchlos.

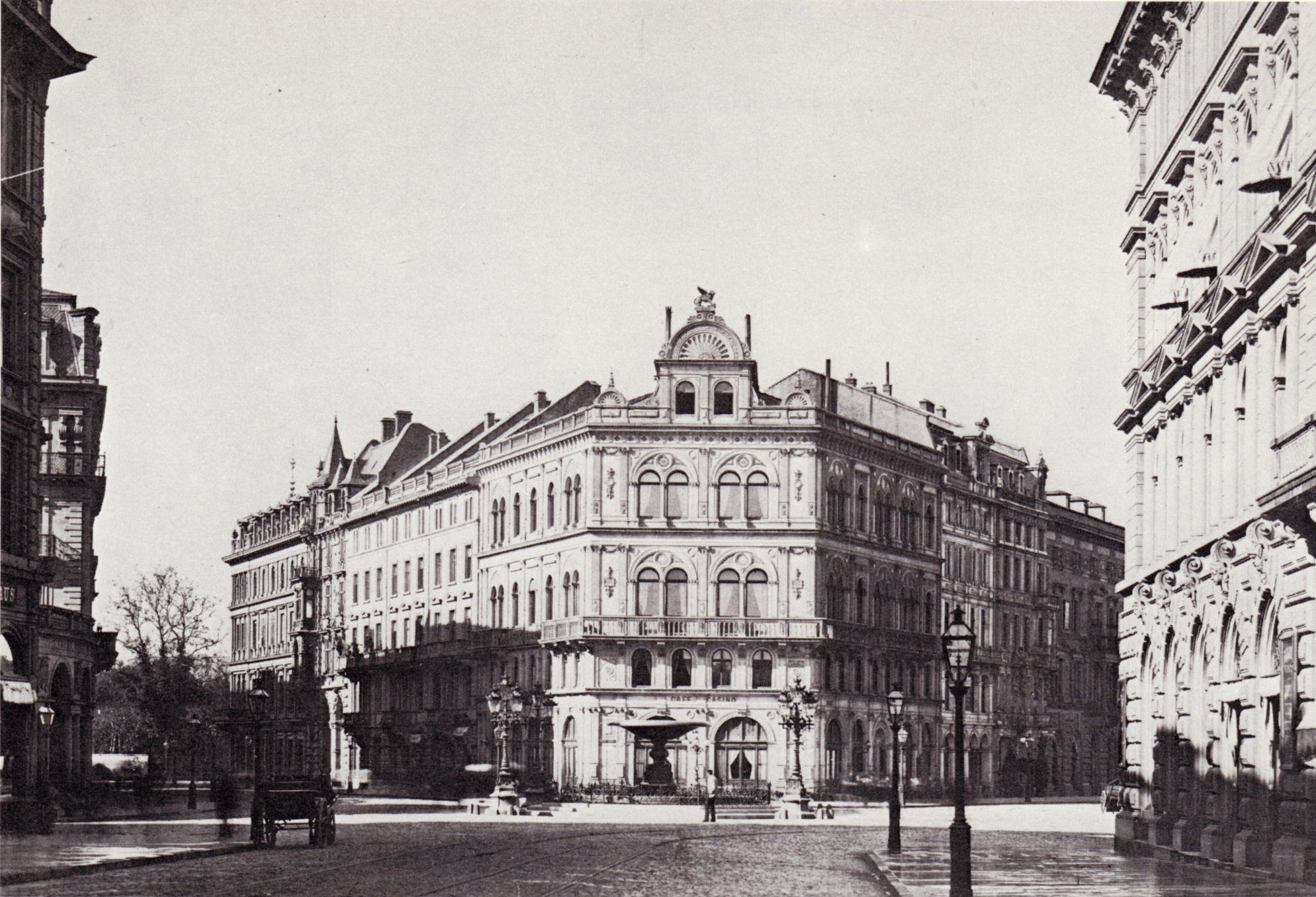
Der Kaiserplatz um 1880
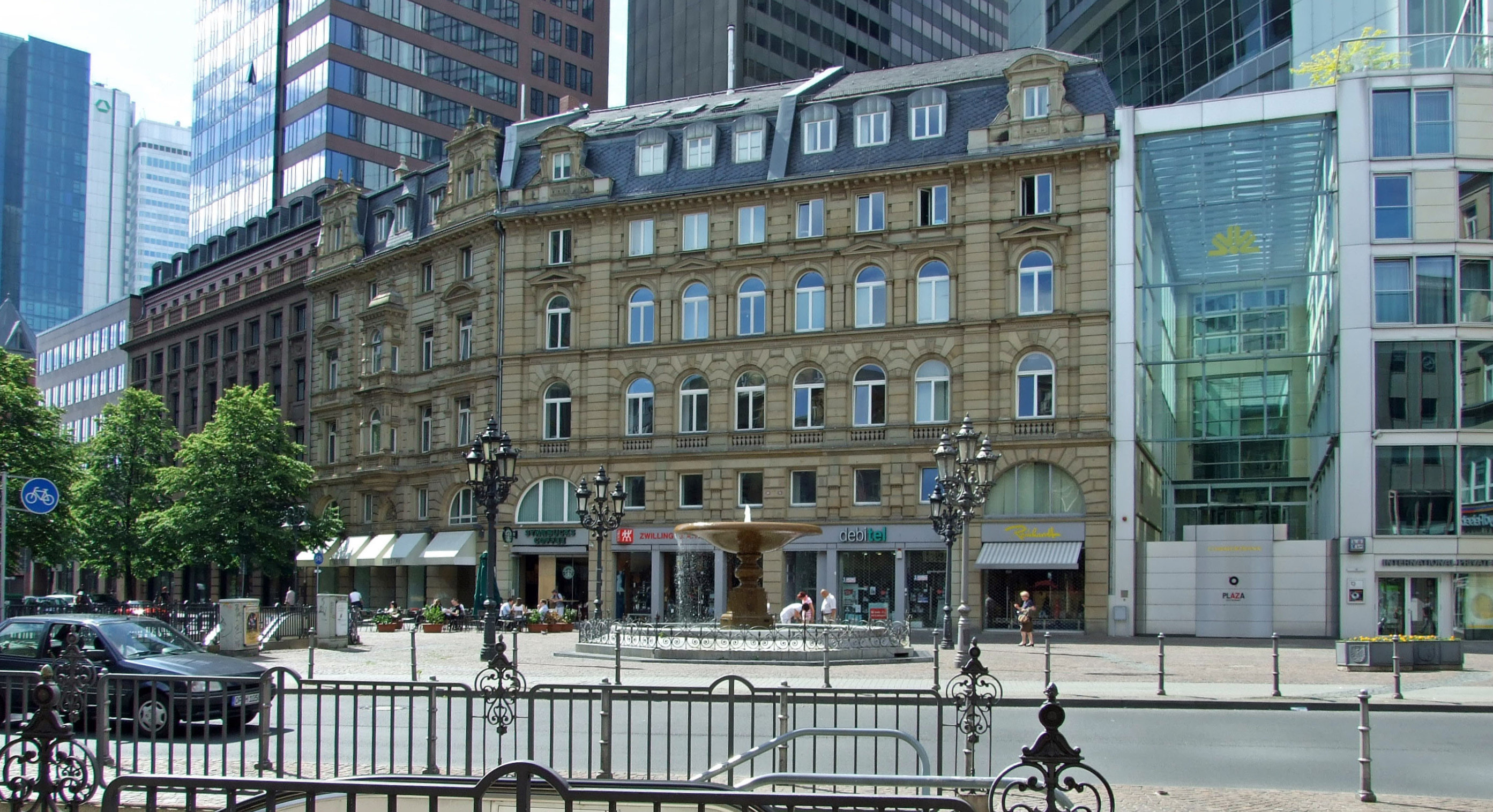
Die nördliche Bebauung des Platzes
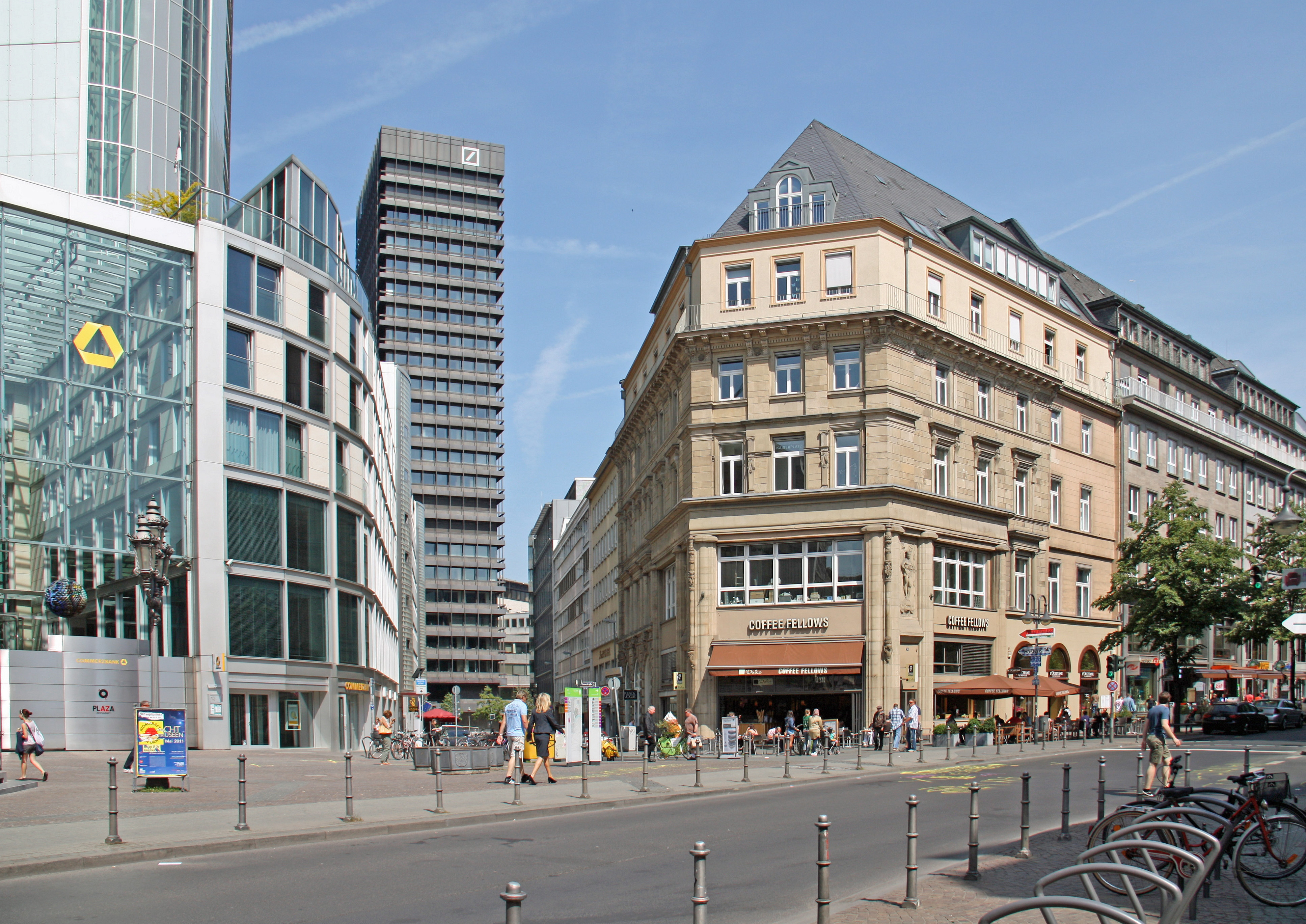
Kaiserplatz Richtung Osten
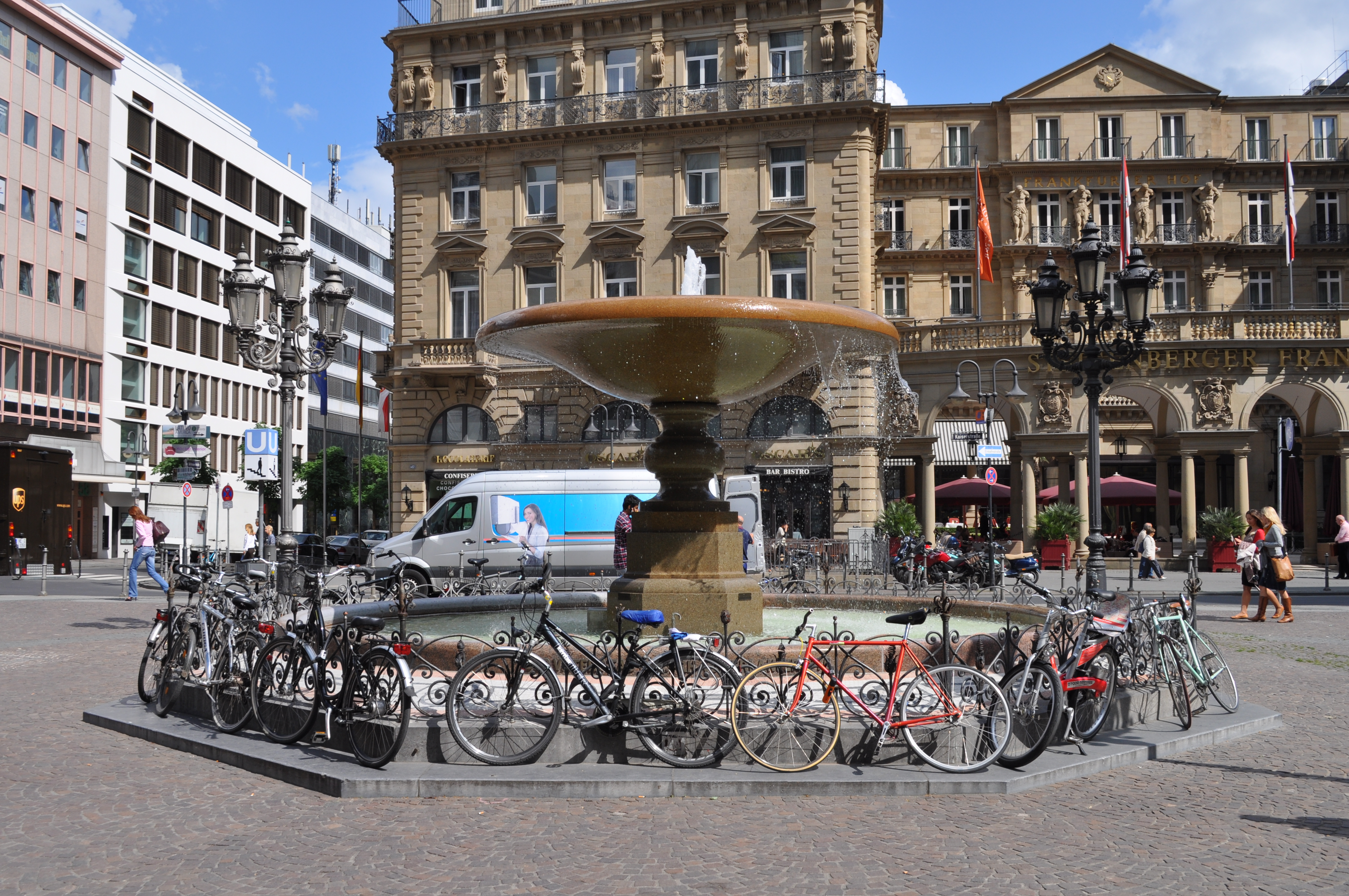
Der Kaiserplatzbrunnen
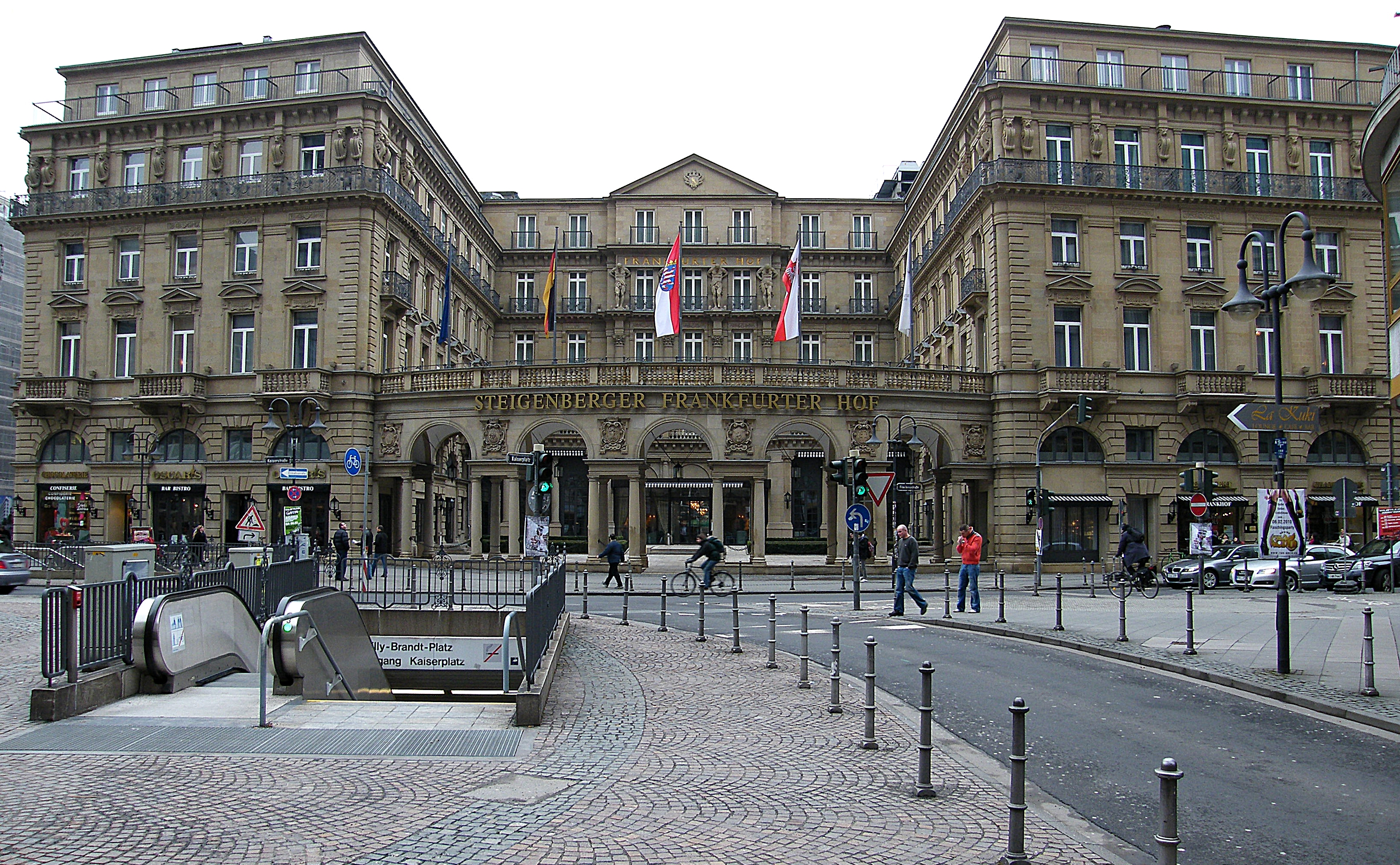
Der Frankfurter Hof

- Siehe auch: Liste von Brunnen in Frankfurt am Main